# Daniel Paille
Daniel Paille je bývalý kanadský profesionální hokejový levý křídelník, který v severoamerické NHL odehrál bezmála 600 utkání základní časti. Na draftu v roce 2002 ho jako dvacátého celkově draftovali Buffalo Sabres.

## Hráčská kariéra
Paille hrál hlavní juniorskou ligu, OHL za tým Guelph Storm. V roce 2003 byl také členem juniorské reprezentace Kanady na MS juniorů a o rok později kapitánem. V obou případech vyhrál stříbrnou medaili.
14. ledna 2006 vstřelil svůj první gól v NHL, do sítě Los Angeles Kings. V té době hrál za Buffalo Sabres. V létě 2007 podepsal s týmem jednoletou smlouvu na 535 tisíc dolarů a o rok později novou dvouletou smlouvu na 2,2 milionu dolarů.
20. října 2009 byl vyměněn do Boston Bruins za výběr ve třetím kole a ve čtvrtém kole draftu. Byla to vůbec první výměna hráče mezi těmito dvěma týmy ve 39 letech jejich společného působení v NHL.

### Klubové statistiky
| Sezona     | Klub                | Soutěž              | Základní část | Základní část | Základní část | Základní část | Základní část | Play off | Play off | Play off | Play off | Play off |
| Sezona     | Klub                | Soutěž              | Z             | G             | A             | B             | TM            | Z        | G        | A        | B        | TM       |
| ---------- | ------------------- | ------------------- | ------------- | ------------- | ------------- | ------------- | ------------- | -------- | -------- | -------- | -------- | -------- |
| 2000–01    | Guelph Storm        | OHL                 | 64            | 22            | 31            | 53            | 57            | 4        | 2        | 0        | 2        | 2        |
| 2001–02    | Guelph Storm        | OHL                 | 62            | 27            | 30            | 57            | 53            | 9        | 5        | 2        | 7        | 9        |
| 2002–03    | Guelph Storm        | OHL                 | 54            | 30            | 27            | 57            | 28            | 11       | 8        | 6        | 14       | 6        |
| 2003–04    | Guelph Storm        | OHL                 | 59            | 37            | 43            | 80            | 63            | 22       | 9        | 9        | 18       | 14       |
| 2004–05    | Rochester Americans | AHL                 | 79            | 14            | 15            | 29            | 54            | 9        | 2        | 2        | 4        | 6        |
| 2005–06    | Rochester Americans | AHL                 | 45            | 14            | 13            | 27            | 29            | —        | —        | —        | —        | —        |
| 2005–06    | Buffalo Sabres      | NHL                 | 14            | 1             | 2             | 3             | 2             | —        | —        | —        | —        | —        |
| 2006–07    | Rochester Americans | AHL                 | 29            | 7             | 14            | 21            | 12            | —        | —        | —        | —        | —        |
| 2006–07    | Buffalo Sabres      | NHL                 | 29            | 3             | 8             | 11            | 18            | 1        | 0        | 0        | 0        | 0        |
| 2007–08    | Buffalo Sabres      | NHL                 | 77            | 19            | 16            | 35            | 14            | —        | —        | —        | —        | —        |
| 2008–09    | Buffalo Sabres      | NHL                 | 73            | 12            | 15            | 27            | 20            | —        | —        | —        | —        | —        |
| 2009–10    | Buffalo Sabres      | NHL                 | 2             | 0             | 1             | 1             | 0             | —        | —        | —        | —        | —        |
| 2009–10    | Boston Bruins       | NHL                 | 74            | 10            | 9             | 19            | 12            | 13       | 0        | 2        | 2        | 2        |
| 2010–11    | Boston Bruins       | NHL                 | 43            | 6             | 7             | 13            | 28            | 25       | 3        | 3        | 6        | 4        |
| 2011‑12    | Boston Bruins       | NHL                 | 69            | 9             | 6             | 15            | 15            | 7        | 1        | 0        | 1        | 2        |
| 2012‑13    | Ilves Tampere       | SM-Liiga            | 9             | 2             | 4             | 6             | 6             | 22       | 4        | 5        | 9        | 0        |
| 2012‑13    | Boston Bruins       | NHL                 | 46            | 10            | 7             | 17            | 8             | —        | —        | —        | —        | —        |
| 2013‑14    | Boston Bruins       | NHL                 | 72            | 9             | 9             | 18            | 6             | 7        | 1        | 0        | 1        | 2        |
| 2014‑15    | Boston Bruins       | NHL                 | 71            | 6             | 7             | 13            | 12            | —        | —        | —        | —        | —        |
| 2015‑16    | Rockford IceHogs    | AHL                 | 31            | 1             | 3             | 4             | 2             | —        | —        | —        | —        | —        |
| 2015‑16    | New York Rangers    | NHL                 | 12            | 0             | 0             | 0             | 0             | —        | —        | —        | —        | —        |
| 2015‑16    | Hartford Wolf Pack  | AHL                 | 23            | 5             | 6             | 11            | 6             | —        | —        | —        | —        | —        |
| 2016‑17    | Brynäs IF           | Svenska hockeyligan |               |               |               |               |               |          |          |          |          |          |
| NHL celkem | NHL celkem          | NHL celkem          | 582           | 85            | 87            | 172           | 135           | 75       | 9        | 10       | 19       | 10       |